# Halo 5: Guardians

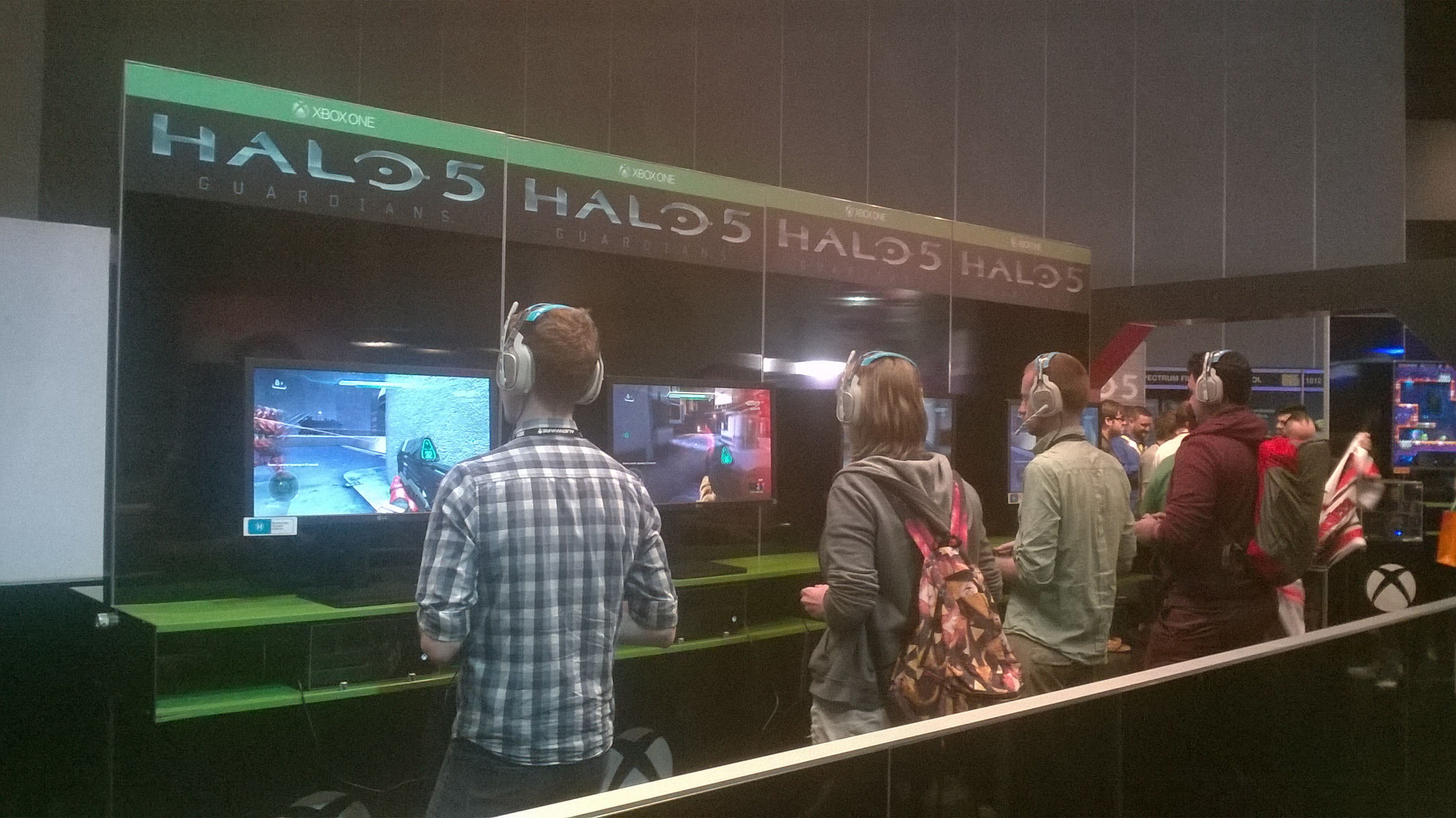
Stand promocional de Halo 5: Guardians en PAX Australia 2015.

Halo 5 Guardians es un videojuego de disparos en primera persona de la popular saga de videojuegos Halo exclusivo para la consola Xbox One, el cual salió el 27 de octubre de 2015 desarrollado por 343 Industries y publicado por Microsoft Studios. El juego sigue la línea argumental de Halo 4.

## Trama
El argumento del juego es relatado en el manual de instrucciones, y en los diálogos y narraciones de los personajes, así como algunas escenas que detallan la trama o la historia y en las cuales el jugador no puede controlar al personaje. Ocho meses después de la destrucción del mundo escudo Requiem, la UNSC desplegó el Equipo de Fuego Osiris, un equipo de élite de los Spartan-IV de los cuales consta de Agentes de la ONI y el líder de escuadrón Jameson Locke, Ingeniero del Ejército del acebo Tanaka, Armada Traductor y Piloto Olympia Vale, y el veterano ODST patrullero Edward Buck en el planeta Kamchatka controlado por el nuevo Covenant para extraer a la doctora Catherine Elizabeth Halsey, que desea despertar de nuevo al Consejo de Seguridad. El equipo tiene éxito en la recuperación de Halsey y eliminando el líder del nuevo Covenant Jul 'Mdama, Halsey les informa que una nueva amenaza está a punto de emerger.
Por otra parte, el Jefe Maestro, todavía se encuentra dolido por la pérdida de su compañera Cortana, lleva a sus colegas sobrevivientes Spartan-II, el equipo azul, en una misión a la estación de investigación de ONI en Argent Moon donde el nuevo Covenant lo han ocupado para un propósito desconocido. Los miembros del equipo incluyen a Kelly, explorador del equipo y amigo cercano del jefe; Frederic, especialista CQB y del equipo segundo al mando que se preocupa más del bienestar de John; y Linda, francotirador del equipo que tiene confianza en la capacidad del jefe para dirigir. En su investigación sobre el objetivo del nuevo Covenant a bordo Argent Moon, el Equipo Azul descubre un barco furtivo avanzada y otros prototipos siendo saqueado por el nuevo Covenant, deduciendo que la guerra de la Alianza contra las fuerzas de la Inquisidor empieza a ser desesperante.
Para evitar que el nuevo Covenant obtenga esa tecnología, el equipo decide destruir Argent Moon. Durante su sabotaje de la estación, jefe recibe un mensaje críptico de lo que parece ser Cortana, diciéndole que vaya a la colonia Meridian. Cuando tienen éxito en la destrucción de Argent Moon, el Jefe informa a la Infinity que planea ir a Meridian, pero se le ordenó regresar a la nave para el interrogatorio. Sensación de que algo está mal, John desobedece órdenes e informa a la Infinity que planea ir. A pesar de no dejar a su equipo a ir con él, el equipo azul, de su lealtad de por vida a John, decide acompañarlo. Mientras el capitán Lasky se resiste a creer que el jefe es un traidor, se ve obligado a registrar los spartans canallas como ausente sin permiso. Tras informar a Halsey que John tuvo contacto potencial con Cortana, ella comienza a entrar en pánico como la supervivencia de Cortana de Requiem sólo puede significar que ella ha trascendido a una forma superior de la inteligencia artificial a través del uso de la tecnología de precursor, lo que significa que ya no se puede confiar en Cortana.
Con el fin de traer de vuelta al Spartan, Lasky manda al Equipo Osiris a encontrar y capturar al Equipo Azul, aunque Buck reacciona y recuerda a Locke que el Jefe Maestro es un héroe para toda la humanidad. El equipo se implementa en Meridian para perseguir al Equipo Azul, la lucha contra las fuerzas de Prometeos que atacan la colonia. Durante su búsqueda, se encuentran con el Warden Eterno, un soldado Prometeo, que es un protector para Cortana. Después de derrotar temporalmente al Warden Eterno, Osiris detiene temporalmente al Equipo Azul, diciéndoles a dimitir, sólo para el SPARTAN desobedecer abiertamente y salir a través del portal de deslizamiento en el espacio del Guardián. Durante el período posterior, quedan testigos el Osiris de un Guardián, un barco-mech grande similar capaz de destruir colonias enteras, activan. Osiris escapa apenas la destrucción de la colonia Meridian.
El Equipo Azul se transporta al planeta Forerunner Génesis, sin darse cuenta de la cantidad de daño que el Guardián había infligido una vez activado, donde luchan a través de las fuerzas del Covenant disidentes y las fuerzas de Prometeo del Warden Eterno para hacer su camino a Cortana, el aprendizaje que el cuerpo de Cortana fue curado por el Dominio sobre el Génesis. Mientras tanto, a partir de datos recogidos de Meridian, Osiris se implementa en el planeta Sanghelios, hogar de los Sanghelli (Elite) para intervenir en la guerra civil del Inquisidor con los restos del nuevo Covenant durante el uso latente Guardián del planeta para llegar al equipo Azul. Durante el clímax de la guerra civil, el Inquisidor asegura la victoria de sus fuerzas, mientras que Osiris sube a un Pelican con la ayuda de la Comandante Sarah Palmer.
Al llegar a Génesis, Osiris se encuentra con el monitor del Génesis, 031 Exuberant Witness (Testigo Exuberante), que entra en una alianza para ayudar a detener Cortana. Osiris pone al día con el equipo azul, con este último siendo conscientes de la naturaleza peligrosa de Cortana. Después de haber sido separados por Cortana, el Equipo Azul lucha su camino a la ubicación de Cortana. Al llegar a su ubicación, el equipo azul se entera de que Cortana está planeando el uso de los Guardianes para destruir a los que no se someten a ella y deponer las armas, lo que se consigue la paz galáctica eterna. El Jefe Maestro, consciente de la devastación del plan de Cortana había causado, intenta razonar con Cortana, única para todo el equipo para conseguir paralizado y se mantiene dentro de la Cryptum por estasis mientras Cortana lleva a cabo sus planes.
Osiris lucha su camino a través de las fuerzas de Prometeos para cortar la capacidad de Cortana para partir Génesis con el equipo azul. Con la ayuda de exuberante Testigo, Osiris tiene éxito en la prevención de la partida del equipo azul. Mientras tanto, la mayoría de la IA de toda la galaxia juran lealtad a Cortana, sumiendo a la Tierra y otras colonias en la era oscura con huelgas EMP de los Guardianes. Bajo las órdenes del capitán Lasky, la Infinity hace un salto desliespacial hacia algún lugar desconocido para evitar un PEM de un Guardián. Con el Equipo azul recuperado, Osiris retorna a Sanghelios, reuniendo el SPARTAN con la Comandante Palmer lesionados, el Inquisidor, y la Dra. Halsey. Si el jugador completa el juego en dificultad Legendaria, una escena adicional mostrará una instalación de Halo desconocido y se enciende y se escucha la voz de Cortana dando entender de que también tiene el control de los anillos de Halo. Aunque se cree que esta es la instalación donde la profesora Ellen de Halo Wars 2 fue echada del desliespacio hacia ese lugar desconocido en donde ve al supuesto Guardian de Cortana que está celebrando su victoria después de haber tomado la Tierra; esta escena se puede ver después de los créditos finales de Halo Wars 2.

## Campaña

### Niveles
A su vez, el juego consta de quince niveles en total en el modo de campaña, los cuales se caracterizan por ser lineales —esto es, que avanzan conforme la historia del juego—:21
1. Osiris: El Equipo Osiris es enviado a rescatar a la Dra. Catherine Halsey que está en manos del nuevo Covenant.
2. Equipo Azul: El Equipo Azul es enviado a recuperar la estación perdida Argent Moon, pero ante un ataque inminente de un ejército entero nuevo Covenant deciden destruirla.
3. Vitrificado: El equipo Azul recibe un mensaje de Cortana y se dirigen al mundo vitrificado de Meridian a buscarla en contra de las órdenes del UNSC, entonces el Equipo Osiris es enviado a buscar al Equipo Azul.
4. Estación Meridian: El Equipo Osiris necesita recopilar información sobre el Equipo Azul en la Estación de Meridian.
5. Sin Confirmar: El equipo Osiris va en busca del Equipo Azul en una mina que guarda un gran secreto.
6. Evacuación: El Guardián de Meridian ha despertado, el Equipo Osiris debe apresurarse a salir del planeta si no quiere tener el mismo final que el planeta.
7. Reunión: El Equipo Azul llega a la instalación Forerunner Génesis, allí buscaran a Cortana.
8. Espadas de Sanghelios: El Equipo Osiris se dirige a Sanghelios para buscar al Guardián que se encuentra en ese planeta, pero primero deberá ayudar al Inquisidor Thel 'Vadam y a las Espadas de Sanghelios en una guerra civil contra el nuevo Covenant.
9. Alianza: El Equipo Osiris realiza una investigación en el campamento de las Espadas de Sanghelios en donde se encuentra el Guardián y deben investigar como activarlo para llegar a donde John-117 y su equipo.
10. Líneas Enemigas: El Equipo Osiris junto con las Espadas de Sanghelios asaltan una instalación Forerunner en donde se encuentra un Constructor, que ayudara a encender el Guardián del planeta de Sanghelios.
11. Antes de la Tormenta: El Equipo Osiris debe esperar a que el constructor este listo para activar el Guardián.
12. Batalla de Sunaion: El Equipo Osiris y las Espadas de Sanghelios atacan la ciudad de Sunaion que esta ocupada por el nuevo Covenant y es el lugar de descanso del Guardián de Sanghelios, será una victoria sobre el nuevo Covenant para las Espadas de Sanghelios y el boleto para ir con el Jefe Maestro y el Equipo Azul.
13. Génesis: Osiris llega al mundo Forerunner Génesis con el objetivo de encontrar al Equipo Azul, y allí encuentran a un nuevo aliado para la batalla.
14. La Ruptura: El Jefe Maestro y su equipo enfrentan a su mayor amenaza y a la elección más difícil al revelarse el verdadero poder que alberga Génesis.
15. Los Guardian: El destino del Jefe Maestro y del Equipo Azul penden de un hilo y Osiris tiene que salvarlos además de detener a Cortana y a sus Guardianes.

## Multijugador

### Arena
Es un modo de juego clásico de Halo, con encuentros de 4 contra 4. El objetivo del equipo puede variar; conseguir más puntos que el equipo rival; eliminar a todo el equipo rival o capturar una bandera neutral, son algunos modos. 343 Industries planea sacar más modos de juego clásicos y nuevos como lo son Captura la Bandera, Bola Loca, Infección, etc.

### Warzone
Es el nuevo y más novedoso modo de juego que tiene Halo 5, donde combina todo el “sandbox” de Halo en batallas masivas de 24 jugadores en mapas 4 veces más grandes.
Warzone es un encuentro de 12 contra 12 jugadores, donde el equipo debe ganar más puntos que el enemigo, ya sea matando jugadores enemigos, capturando bases, matando jefes repartidos por el mapa, o terminar la partida desbloqueando y destruyendo un núcleo de la base enemiga.
Cuenta con varios enemigos IA, nuevo Covenant y forerunner, jefes diferentes de cada facción y los nuevos REQ Packs que son aumentos de armas o vehículos. Los jefes aumentan su rango dependiendo del tiempo de la partida. Se necesitan 1.000 puntos para ganar.

### Warzone FireFight
Se divide en 4 rondas contra jefes y tropas IA (animadas) con el propósito de destruir cierta cantidad de enemigos o defender bases o reliquias por cierto tiempo.
La dificultad aumenta con las rondas.
- Tropas: Unidades enemigas estándar.
- Jefes: tropas de mayor vida, daño y agilidad (rara vez es un solo jefe).
- Jefes legendarios: Jefes de gran vida y daño además que sus tropas acompañantes son más fuertes y mejor armadas.

- Jefes Míticos: Son los más fuertes, sus tropas son las mejores armadas y resistentes (solo en la última ronda).

Además cuenta con tiempo de reaparición lo que quiere decir que necesitas estar un tiempo después de morir para poder revivir el cual aumenta según la ronda.

### REQ Packs
REQ Packs (Paks de Requisicion) son cartas especiales que se pueden desbloquear jugando los modos de Halo 5, o bien comprándolos con Req Points o a través de micro transacciones dentro del juego. Al desbloquearlos le da al jugador varios premios, armas, skins, vehículos, cascos, armaduras o aumentos. Estas cartas especiales puede utilizarlas el jugador dentro de las partidas del modo Warzone en las "REQ Stations". 
De igual manera, el jugador puede reunir diferentes cascos, armaduras, visores o animaciones para el personaje como los asesinatos. Las tarjetas que el jugador obtenga podrán ser parte de su colección, accesible desde el menú de settings en customización.

### Descarga de Contenido
343 Industries lanzará descargas de contenido gratuitas luego del lanzamiento de Halo, que contendrán nuevos mapas, modos de juego, REQ Packs y otras sorpresas.
Battle of Shadow and Light: Es el primer DLC e introdujo finalmente el modo Big Team Battle (8 contra 8), así como cuatro nuevos mapas inspirados por la comunidad y 48 nuevos objetos que se añadirán a Halo 5: Guardians. Entre ellos se incluyen nuevos sets de armaduras, así como más diseños para los vehículos y las armas, una nueva animación de asesinato, etcétera.
Cartographer’s Gift: Este DLC incluye 4 nuevos mapas así como el esperado modo Forge para el juego, además trayendo de regreso la mítica armadura MARK IV y el legendario Lanzacohetes M14 de las sagas anteriores. Además incluye nuevos camuflajes: dorado y negro, para algunas armas.
Infinity's Armory: Este DLC incluye nuevos mapas para multijugador y agrega una nueva lista para el modo forge el cual incluye mapas hechos por la comunidad , la armadura Aquiles y la MARK IV Alpha sumando muchas cosas y el regreso del mítico y nostálgico rifle de batalla de Halo 2; además de mejoras en la interfaz multijugador.
Hammer Storm: Este DLC Incluye el legendario Martillo Gravitatorio así como nuevas skins, nuevos asesinatos, una nueva postura, nuevos emblemas y el modo de Grifball para la lista de juego de Halo 5 Guardians, entre muchas novedades más, se encuentra el regreso de la Magnum original de Halo: Combat Evolved. 
Ghost of Meridian: Este DLC Incluye un nuevo mapa para Warzone, así como nuevas armas, asesinatos y vehículos super potentes como el Tanque y Mantis mejorados de tal manera que ambos están cargados con armas Gauss, este DLC es mayormente enfocado en el Warzone.
Memories of Reach: Este DLC Incluye las nostalgicas armaduras del equipo Noble: Kat, Jorge, Emile y Jun, así como una nueva arma que es la Torreta de Jorge, la cual potencia los disparos, nuevas variantes de armaduras, armas y skin como los del Equipo Azul y Osiris, además esta añade una nueva interfaz en la tabla de resultados después de cada partida, nuevas posturas y asesinatos y el regreso del Rifle de plasma brute, a su vez el sistema REQ fue mejorado de tal manera que sueltan mejores cosas.
Hog Wild: Este DLC Incluye 4 nuevos vehículos y 2 nuevas armaduras, así como unos cuantos skins este es el DLC más pequeño de Halo 5, debido a que el resto del contenido fue movido para el último DLC.
Warzone Firefight: Es el DLC de Halo 5 Guardians más grande de todos, el ingreso del modo Tiroteo y Puntos de Ataques para Campaña, este constara de las últimas REQ las cuales son pocas pero entre estas se destacan las versiones Temple de los vehículos Covenant y la Armadura Cinder, así como 2 nuevos mapas para warzone y uno para arena el ingreso de un nuevo jefe para el modo tiroteo Un Mecha Grunt, un nuevo vehículo aéreo humano llamado "Wasp" y el regreso del rifle de haz de Halo 2.
Anvil`s Legacy: Este DLC Incluye un nuevo mapa para Warzone, 2 nuevas variantes para la Magnum, nuevas variantes de Armaduras, Emblemas y mejores visuales; además trae por primera vez el Cañón Hunter como arma usable.
Monitor`s Bounty: Es el segundo DLC más grande de Halo 5, Introduciendo una gran cantidad de nuevas skins, el regreso del Lanza granadas de Halo Reach, junto con el Rifle sentinela y el Wraith Antiaéreo, además de las variantes de Wasp, junto con 4 nuevos asesinatos y 4 nuevas posturas, además de dividirse en 2 parte su contenido el cual también incluye Mini-juegos, un Buscador Personalizado de partidas y adiciones para Forge.

## Desarrollo
En el E3 del 2013 se anunció el desarrollo de la secuela del videojuego, aunque todavía no se revelaba el título, junto con un tráiler que presenta la historia de Master Chief después de lo acontecido en Halo 4. Después del E3, el vicepresidente corporativo de Microsoft Studios Phil Spencer dijo que la "Saga del Reclamador" se extendería para no limitar su historia. Spencer también aclaró en una entrevista con IGN que, si bien Halo 5 no es de una nueva generación, era una entrada "legítima" para evitar hacer un Spin-off. Bonnie Ross de 343 Industries confirmó el título (Halo 5: Guardians) y la fecha de lanzamiento en un blog en mayo de 2014. El juego será exclusivo para la Xbox One y sobre la salida del hardware del Xbox 360, Ross señaló que la Xbox One permite ampliar el alcance del juego y utilizar servicios dedicados a la consola. El director de desarrollo de franquicias Frank O'Connor explicó que Halo 4 impulsó su motor de juego hasta el límite, que de pasar a la nueva consola se necesitaría desarrollar uno nuevo. Una serie de televisión está siendo producido por Steven Spielberg y saldrá al aire a la par con el juego en 2015. Durante la conferencia de prensa del E3 Microsoft en 2014 revelaron un lanzamiento especial llamado Halo: The Master Chief Collection, una recopilación de videojuegos que contendrá Halo: Combat Evolved, Halo 2 (en esta ocasión saldrá remasterizado), Halo 3 y Halo 4 con un pase exclusivo para acceder a la versión beta del multijugador de Halo 5 que comienza en diciembre del 2014.

## Recepción
Halo 5 recibió excelentes críticas, GameSpot alabó halo 5 y su experiencia multijugador catalogándola la «mejor forma de Halo incluyendo el multijugador», además enfatizo el modo del juego para loadouts armas 'universales' y la obtención de armas más fuertes de desove en el mapa, en lugar de desbloqueo armas como en Halo 4. El modo Warzone fue considerado como una de las "mejores ideas nuevas" tanto en la franquicia Halo como en el género, elogiando su mecánica tipo MOBA y sus vastos entornos, explicando que "al igual que con el resto de Halo 5, hay impulso aquí, pero esta es una fuerza que cambia de un lado a otro con cada partido. Warzone no se trata tanto de la coherencia, sino de la adaptabilidad. Y el equipo que pueda aguantar los golpes y devolver el golpe en los momentos adecuados, tendrá la ventaja". 
Albert elogió la campaña por desafiar a los enemigos y entornos llenos de caminos secretos y armas ocultas. "Este tipo de diseño hace que la campaña de Halo 5 esté lista para ser reproducida y sea adecuada para la [...] cooperativa para la que está claramente hecha", escribió.

### Ventas
Las ventas globales de la primera semana de software y hardware de Halo 5 totalizaron más de 400 millones de dólares, lo que la convierte en el exclusivo de Xbox One más vendida. Halo 5 hizo el mayor récord de ventas en la historia de Xbox y también fue el título digital más vendido. En sus primeros cinco días de lanzamiento, Halo 5 fue el juego más vendido de octubre en Estados Unidos, según NPD Group, que rastrea las ventas físicas de los minoristas. En noviembre, Halo 5 fue el octavo juego más vendido según las cifras de NPD. 
En el E3 del 2014 se anunció que, junto con Halo: The Master Chief Collection, vendría incluido un modo beta del multijugador en línea para la consola Xbox One. Este paquete saldrá a la venta el día 11 de noviembre del 2014. La dinámica será que dentro del juego Halo: The Master Chief Collection, en el menú Extras, vendrá el acceso al modo beta para el multijugador de Halo: Nightfall y Halo 5: Guardians. Halo: Nightfall es una serie de videos digitales semanales dirigidos por Sergio Mimica-Gezzen y producido por Ridley Scott diseñado para conducir el lanzamiento de Halo 5 beta y conectarlo con la serie del mismo. Halo 5 beta comienza el 27 de diciembre de 2014 al 22 de enero de 2015. El vídeo incluye también un nuevo prólogo y epílogo para enlazar la historia del nuevo videojuego.